# Северо-Куриљск
Северо-Куриљск (рус. Северо-Курильск) град је у Русији у Сахалинској области.
Дана 5. новембра 1952, град је потпуно уништен цунамијем, који је усмртио најмање 2.336 од 6.000 становника. Северо-Куриљск је поново изграђен на вишем земљишту, и број становника је убрзо попео изнад нивоа пре уништења, али након распада Совјетског Савеза и економске кризе током 1990-их, број становника је поново опао.

## Становништво
| 1959. | 1970. | 1979. | 1989. | 2002. | 2010. |
| ----- | ----- | ----- | ----- | ----- | ----- |
| 7.733 | 3.566 | 4.045 | 5.180 | 2.592 | 2.536 |